# Дільмухаметов Ішмулла Ішгалієвич
Ішмулла Ішгалієвич Дільмухаметов (башк. Дилмөхәммәтов Ишмулла Ишҡәле улы, 1928—1984) — радянський актор, кураїст, співак, драматург, композитор. Народний артист Башкирської АРСР (1973), Заслужений артист РРФСР (1975), лауреат Республіканської премії імені Салавата Юлаєва (1974) і Г. Саляма (1970).

## Біографія
Дільмухаметов Ішмулла Ішгалієвич народився 15 вересня 1928 року в селі Староякупово Зілаїрського кантону Башкирської АРСР (нині Зілаїрського району Республіки Башкортостан).
У період з 1943 по 1949 роки працював у Баймацькому башкирському народному театрі. Потім 3 роки прослужив у Радянській Армії.
Після армії Ішмулла Ішгалієвич працював актором Башкирського державного академічного театру драми. З 1966 року і до своєї смерті був кураїстом і солістом Башкирської державної філармонії.
У ці роки Дільмухаметов Ішмулла Ішгалієвич стає одним з провідних артистів башкирської естради, відомим публіці як унікальний віртуозний кураїст, талановитий співак-імпровізатор, знавець башкирського фольклору. З його творчістю пов'язане відродження характерної для майстрів минулого манери гри на кураї в поєднанні з елементами узляу.
З концертами башкирської естради Ішмулла Дільмухаметов побував у всіх районах і містах рідної республіки і всього Радянського Союзу, а також у складі радянських делегацій культури виступав у Франції, Італії, Швеції, Швейцарії, ФРН, НДР, Польщі, Угорщині, Афганістані, Пакистані, Ірані, Японії, Бірмі й інших країнах світу..
За плідну творчу діяльність Ішмуллі Ішгалієвичу присвоєно звання Народного артиста Башкирської АРСР (1973) та Заслуженого артиста РРФСР (1975), він також став в 1974 році лауреатом Республіканської премії імені Салавата Юлаєва.

## Пам'ять
На батьківщині віртуозного кураїста, в селі Староякупово, заснований будинок-музей І.І. Дільмухаметова.

## Репертуар
Репертуар Ішмулли Дільмухаметова включав в себе безліч башкирських народних вокальних та інструментальних мелодій, в тому числі «Урал», «Буранбай», «Гільміяза» («Ғилмияза»), «Зульхіза» («Зөлхизә»), «Таштугай» («Таштуғай»), «Дзвінкі журавлі» («Сыңрау торна»), «Біїш» («Бейеш») та інші. На лібрето Дільмухаметова композитором З.Г. Ісмагіловим створені опери «Посли Уралу» («Урал илселәре»), «Акмулла» («Аҡмулла»), «Кахым-турэ» («Ҡаһым түрә»).